# Leo Dempfle
Leo Dempfle (* 30. August 1942 in Schönau) ist ein deutscher Agrarwissenschaftler; er ist Extraordinarius i. R. für Biometrische Methoden in der Tierzucht am Lehrstuhl für Tierzucht im Wissenschaftszentrum Weihenstephan für Ernährung, Landnutzung und Umwelt der Technischen Universität München.

## Leben und Wirken
Er wurde als Sohn eines Hufschmieds geboren, besuchte die Volksschule und arbeitete in der Landwirtschaft. An der Höheren Ackerbauschule in Landsberg am Lech erwarb er anschließend den Abschluss als „staatlich geprüfter Landwirt“. Danach studierte er am Institut für tropische Landwirtschaft in Witzenhausen und wurde 1964 „Ingenieur für tropische und subtropische Landwirtschaft“. Es folgte eine Tätigkeit im Ausland. 1965 begann er das Studium der Landwirtschaft an der Landbaufakultät der Technischen Universität Berlin. Es wurde 1968/69 durch eine mit einem Hochbegabten-Stipendium ermöglichte Weiterbildung an der Universität Edinburgh (bei Douglas Falconer, Alan Robertson, Bill Hill) unterbrochen und brachte Dempfle neue Erkenntnisse in den Bereichen der quantitativen Genetik, mathematischen Statistik und Tierzucht.
1969 wechselte er an die Universität Hohenheim (Landwirtschaftliche Hochschule) und schloss hier 1970 als Diplom-Agraringenieur ab. Es folgten 1972 die Promotion in Hohenheim bei Dietrich Fewson und eine weitere Fortbildung als Postdoktorand an der Cornell University bei Charles Roy Henderson auf den Gebieten der mathematischen Statistik und der modernen Methoden der Tierzüchtungslehre. Dempfle arbeitete danach bei Franz Pirchner als wissenschaftlicher Assistent am Lehrstuhl für Tierzucht der Agrarwissenschaftlichen Fakultät Weihenstephan der Technischen Universität München (TUM). 1978 erfolgte die Habilitation mit der Facultas legendi für das Fach Biometrie in der Tierzucht. Einen Ruf für Biometrie nach Bonn und einen weiteren für Tierzucht nach Kalifornien lehnte Dempfle ab. Dafür wurde er 1983 außerplanmäßiger (Extraordinarius) Professor für biometrische Methoden in der Tierzucht an der TUM. Danach unterbrach er, war fünf Jahre im Ausland als Generaldirektor des Internationalen Zentrums für Trypanosomentoleranz in Banjul, Gambia, tätig und entwickelte hier Zuchtprogramme für Rinder, Ziegen und Schafe. Im Jahre 2007 wurde er in den Ruhestand versetzt.

## Forschungsengagements
Im Zentrum des wissenschaftlichen Wirkens von Leo Dempfle standen die Methoden der genetischen Statistik, wofür er den Standard in Deutschland vorgab und sich ein hohes internationales Renommee erwarb. Der wissenschaftliche Ertrag der Arbeit von Leo Dempfle schlug sich in zahlreichen Publikationen in angesehenen Fachjournalen, unzähligen Vorträgen und Beiträgen auf Tagungen und in einer Vielzahl von Dissertationen und Diplomarbeiten nieder.
Insbesondere sind zu nennen:
- Vorlesungen über neue statistische Methoden
- Erarbeitung der Methodik für die BLUP-Zuchtwertschätzungsverfahren in Deutschland
- Einführung der gelenkten Feldprüfung beim Gelbvieh
- Anwendung der Gebrauchskreuzung beim Braunvieh
- Hilfe für die Doktoranden bezüglich quantitativer Genetik und der Statistik
- Wirken im Ausland: Optimierung der Milchproduktion in Neuseeland; Kooperation im Bereich der Milchviehzucht mit Kuba; Zucht von Flussbüffeln auf den Philippinen
- Betreuung von Zuchtprojekten: Ziegenzucht in Nordkorea, Rinderzucht in der Mongolei und auf Sansibar
- Wissenschaftliche Veröffentlichungen

## Ehrenamtliches Engagement
- 1976 Mitglied des Genetisch-Statistischen Ausschusses bzw. der Projektgruppe Genetisch-statistische Methoden der Deutschen Gesellschaft für Züchtungskunde (DGfZ)
- 1999–2004 Leiter ebenda
- 1982–92 Sprecher der deutschen Vertretergruppe zwischen DGfZ und der Kommission für Haustiergenetik der EVT
- 1991–97 Präsident der Genetikkommission der Europäischen Vereinigung für Tierproduktion (EVT)
- gewählter Fachgutachter der Deutschen Forschungsgemeinschaft (DFG) für Tierzucht und Tierhaltung
- Mitherausgeber der Fachzeitschrift „Biometrics“
- 2001–2004 Mitglied des Fachbeirats der DGfZ
- Berufenes Mitglied im Wissenschaftlichen Beirat für Biodiversität und Genetische Ressourcen beim Bundesministerium für Ernährung und Landwirtschaft (BMEF)

## Publikationen (Auswahl)
- Beitrag zur Frage der optimalen Selektionsintensität in der Tierzucht, unter Berücksichtigung genetischer und wirtschaftlicher Faktoren, Hohenheimer Diss. 1971
- Zur Zuchtwertschätzung beim Rind, Habilitationsschrift an der Techn. Univ. München, Fachbereich Landwirtschaft u. Gartenbau, Weihenstephan 1978.
- Zuchtwertschätzung beim Rind mit einer ausführlichen Darstellung der BLUP-Methode, Parey Hamburg, Berlin 1982 ISBN 978-3-490-05215-5

## Ehrungen und Auszeichnungen
- 2006 Hermann-von-Nathusius-Medaille der Deutschen Gesellschaft für Züchtungskunde[3]